# Vlado Šola
Vlado Šola (Prisoje kod Duvna, 16. novembar 1968) hrvatski je rukometni trener i bivši rukometni golman i reprezentativac Hrvatske. Trenutno je trener kluba Dugo selo i selektor reprezentacije Crne Gore.
Ponikao u "Budućnosti" iz Sesvetskog Kraljevca, kasnije igrao za Medveščak a posle u inostranim klubovima. Šolini roditelji, Ile i Matija, su se doselili u Kraljevec iz bosanskohercegovačkog naselja Prisoja (koje se nalazi između Tomislavgrada i Livna) početkom 1970-ih.
S Hrvatskom reprezentacijom postao je prvak sveta 2003. godine u Portugalu. Osvajač je zlatne medalje na Olimpijskim igrama 2004. godine u Atini, Grčka.

## Karakteristike
- Pozicija: golman
- Visina: 194
- Težina: 94
- Klub: RK Zagreb

## Spoljašnje veze
- Oni pobjeđuju: Vlado Šola, Al Jazeera Balkans, 24. 3. 2023.